# The Beggar Maid (film)
The Beggar Maid er en amerikansk stumfilm fra 1921 af Herbert Blaché.

## Medvirkende
- Reginald Denny som Cophetua
- Mary Astor